# Championnat du Sénégal de football 2024-2025
Navigation
Ligue 1 2023-2024 Ligue 1 2025-2026
La saison 2024-2025 de Ligue 1 sénégalaise est la 62e édition du championnat du Sénégal de football et la 17e sous l'appellation « Ligue 1 ».

## Déroulement de la saison
Le championnat commence le 30 septembre 2024. 
la date du championnat, a finalement été déplacée au 19 octobre 2024.
Dorénavant les 16 meilleurs clubs du pays s'affrontent à deux reprises, à domicile et à l'extérieur, pour un total de 30 matchs.
Les deux derniers sont relégués en deuxième division.

## Participants
Un total de 16 équipes participent au championnat ; il s'agit de douze équipes de la saison précédente et de quatre promues, Wally Daan FC, ASC HLM Dakar, Oslo FA Dakar et AJEL de Rufisque.
| \| Dakar ASCE Linguère ASC Sonacos Jamono Fatick Casa Sports Thiès · Wally Daan FC Dakar · AS Dakar Sacré-Coeur · Teungueth FC · US Gorée · Guédiawaye FC · AS Pikine · ASC Jaraaf · Génération Foot · US Ouakam · ASC HLM Dakar · Oslo FA Dakar · AJEL de Rufisque \| Localisation des clubs engagés dans le championnat. |
| Dakar ASCE Linguère ASC Sonacos Jamono Fatick Casa Sports Thiès · Wally Daan FC Dakar · AS Dakar Sacré-Coeur · Teungueth FC · US Gorée · Guédiawaye FC · AS Pikine · ASC Jaraaf · Génération Foot · US Ouakam · ASC HLM Dakar · Oslo FA Dakar · AJEL de Rufisque                                                           |

## Classement
| \| Rang \| Équipe \| Pts \| J \| G \| N \| P \| Bp \| Bc \| Diff \| \| ---- \| ------------------- \| --- \| -- \| -- \| -- \| -- \| -- \| -- \| ---- \| \| 1 \| ASC Jaraaf \| 54 \| 30 \| 15 \| 9 \| 6 \| 36 \| 19 \| +17 \| \| 2 \| US Gorée \| 51 \| 30 \| 14 \| 9 \| 7 \| 27 \| 19 \| +8 \| \| 3 \| US Ouakam \| 46 \| 30 \| 11 \| 13 \| 6 \| 27 \| 19 \| +8 \| \| 4 \| AS Génération Foot \| 46 \| 30 \| 12 \| 10 \| 8 \| 36 \| 28 \| +8 \| \| 5 \| Wally Daan FCP \| 42 \| 30 \| 10 \| 12 \| 8 \| 21 \| 19 \| +2 \| \| 6 \| AJEL de RufisqueP \| 42 \| 30 \| 10 \| 12 \| 8 \| 25 \| 24 \| +1 \| \| 7 \| ASCE La Linguère \| 40 \| 30 \| 9 \| 13 \| 8 \| 29 \| 29 \| 0 \| \| 8 \| AS Dakar Sacré-Cœur \| 39 \| 30 \| 10 \| 9 \| 11 \| 30 \| 29 \| +1 \| \| 9 \| AS Pikine \| 39 \| 30 \| 9 \| 12 \| 9 \| 19 \| 21 \| -2 \| \| 10 \| Guédiawaye FC \| 38 \| 30 \| 8 \| 14 \| 8 \| 28 \| 30 \| -2 \| \| 11 \| Teungueth FCT \| 36 \| 30 \| 8 \| 12 \| 10 \| 26 \| 23 \| +3 \| \| 12 \| Casa Sports \| 34 \| 30 \| 7 \| 13 \| 19 \| 19 \| 22 \| -3 \| \| 13 \| ASC Sonacos \| 32 \| 30 \| 7 \| 11 \| 12 \| 20 \| 26 \| -6 \| \| 14 \| ASC HLM Dakar P \| 31 \| 30 \| 6 \| 13 \| 11 \| 20 \| 29 \| -9 \| \| 15 \| Oslo FAP \| 31 \| 30 \| 8 \| 7 \| 15 \| 25 \| 41 \| -16 \| \| 16 \| Jamono Fatick \| 29 \| 30 \| 6 \| 11 \| 13 \| 25 \| 35 \| -10 \| Qualifications africaines Ligue des champions 2025-2026 - 1er : Qualification - Vainqueur : Coupe du Sénégal 2024-2025 Relégation en Ligue 2 2025-2026 15e et 16e : Relégation Abréviations - T : Tenant du titre - P : Promus de Ligue 2 2023-2024 |                     |     |    |    |    |    |    |    |      |
| Rang | Équipe              | Pts | J  | G  | N  | P  | Bp | Bc | Diff |
| 1 | ASC Jaraaf          | 54  | 30 | 15 | 9  | 6  | 36 | 19 | +17  |
| 2 | US Gorée            | 51  | 30 | 14 | 9  | 7  | 27 | 19 | +8   |
| 3 | US Ouakam           | 46  | 30 | 11 | 13 | 6  | 27 | 19 | +8   |
| 4 | AS Génération Foot  | 46  | 30 | 12 | 10 | 8  | 36 | 28 | +8   |
| 5 | Wally Daan FCP      | 42  | 30 | 10 | 12 | 8  | 21 | 19 | +2   |
| 6 | AJEL de RufisqueP   | 42  | 30 | 10 | 12 | 8  | 25 | 24 | +1   |
| 7 | ASCE La Linguère    | 40  | 30 | 9  | 13 | 8  | 29 | 29 | 0    |
| 8 | AS Dakar Sacré-Cœur | 39  | 30 | 10 | 9  | 11 | 30 | 29 | +1   |
| 9 | AS Pikine           | 39  | 30 | 9  | 12 | 9  | 19 | 21 | -2   |
| 10 | Guédiawaye FC       | 38  | 30 | 8  | 14 | 8  | 28 | 30 | -2   |
| 11 | Teungueth FCT       | 36  | 30 | 8  | 12 | 10 | 26 | 23 | +3   |
| 12 | Casa Sports         | 34  | 30 | 7  | 13 | 19 | 19 | 22 | -3   |
| 13 | ASC Sonacos         | 32  | 30 | 7  | 11 | 12 | 20 | 26 | -6   |
| 14 | ASC HLM Dakar P     | 31  | 30 | 6  | 13 | 11 | 20 | 29 | -9   |
| 15 | Oslo FAP            | 31  | 30 | 8  | 7  | 15 | 25 | 41 | -16  |
| 16 | Jamono Fatick       | 29  | 30 | 6  | 11 | 13 | 25 | 35 | -10  |

## Équipe type
| Entraîneur   | Malick Daf                                       |                                       |                                       |
| Gardiens     | Défenseurs                                       | Milieux                               | Attaquants                            |
| Samba Mballo | Mbaye Ndiaye Djiby Ndoye Balla M.Guissé Ben Coly | Raphael Ndong Alassane Sy Issaga Kane | Pape D.Diallo Moussa Diallo Bop Gueye |